# Cyamops australicus
Cyamops australicus är en tvåvingeart som beskrevs av Willi Hennig 1969. Cyamops australicus ingår i släktet Cyamops och familjen savflugor. Inga underarter finns listade i Catalogue of Life.